# الشمال القسنطيني
الشمال القسنطيني هو إقليم جغرافي يقع شمال شرق الجزائر عاصمته مدينة سكيكدة. يحده من الشمال البحر الأبيض المتوسط ومن الجنوب مدينة قسنطينة، والأوراس ومن الشرق الحدود التونسية ومن الغرب منطقة القبائل الصغرى غالبية الإقليم ذو طبيعة جبالية وأهم جبالها : سيدي إدريس، حجر شواط، الغوفي، تامغوث، ماونة أو «ماهونة».

## التقسيم الإداري
حاليا تتبع له ولايات : سكيكدة، قسنطينة، جيجل، قالمة، تبسة، عنابة، سوق أهراس والطارف.

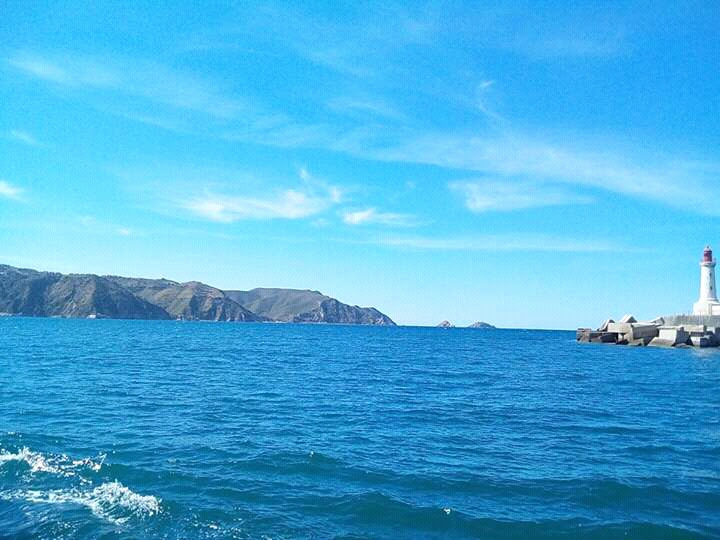

عاصمة الإقليم هي ولاية سكيكدة.
منظر لميناء سكيكدة